# Багна (Сілезьке воєводство)
Багна (пол. Bagna) — село в Польщі, у гміні Пшистайнь Клобуцького повіту Сілезького воєводства.
У 1975-1998 роках село належало до Ченстоховського воєводства.